# Église Sainte-Croix de Sainte-Croix-Grand-Tonne
L'église Sainte-Croix de Sainte-Croix-Grand-Tonne est une église catholique située à Sainte-Croix-Grand-Tonne, en France .

## Localisation
L'église est située dans le département français du Calvados, sur la commune de Sainte-Croix-Grand-Tonne.

## Historique
L'édifice date du XVIIIe siècle.
L'église est de style sulpicien, et était autrefois dépendante de l'abbaye Sainte-Marie de Longues et de celle de Cordillon.
L'édifice est inscrit au titre des monuments historiques le 22 septembre 1986.